# Hexatoma susainathani
Hexatoma susainathani är en tvåvingeart som beskrevs av Alexander 1949. Hexatoma susainathani ingår i släktet Hexatoma och familjen småharkrankar. Inga underarter finns listade i Catalogue of Life.